# 유현 (동진)
유현(劉玄,  ? ~ ?)은 오호 십육국 시대의 인물로, 촉한 소열황제 유비의 증손자이자 유비의 차남 유영의 손자이다. 아버지의 이름은 알 수 없다.

## 약력
유영은 촉한이 멸망할 때 위나라에서 봉거도위의 작위를 받았기에 서촉이 아닌 중앙 부근에서 살았다. 영가의 난 때 유씨 일족이 난에 휘말려 살해당할 때, 유현만이 난을 피해 촉 지방에 숨어들었다. 당시 촉 일대를 장악한 파저족의 왕조 성한(成漢)이 있었는데, 성한의 황제 이수(李壽)에 의해 대숙부 유선의 작위인 안락공(安樂公)에 봉해졌다. 그리고 촉한의 문신이었던 이복의 손자이자 성한 황제의 장인인 이수를 유현에게 붙여 주었다.
347년 동진의 환온이 성한을 멸망시키고 성도가 함락되었을 때, 유현은 동진의 역사가로, 당시 환온을 수행하여 종군하던 손성을 성도에서 만났다. 그 후 유현의 소식은 알 수가 없으나, 현재 중국 각지에 자손이 퍼져, 대부분의 유씨가 그의 자손이라고 자칭하고 있다.